# Liste bronzezeitlicher Depotfunde in Großbritannien
Die Liste bronzezeitlicher Depotfunde in Großbritannien beinhaltet bedeutende archäologische Depotfunde in Großbritannien (England, Schottland und Wales), die aus der britischen Bronzezeit (2700 v. Chr. bis 700 v. Chr.) stammen. Depotfunde sind einzelne oder mehrere, aber stets gleichzeitig niedergelegte, vergrabene oder versenkte Objekte, die weder als Grabbeigaben noch als Siedlungsreste zu werten sind.

## Liste der Depotfunde
| Name                                | Bild                                                  | Datierung                                       | Fundort                                                                              | Fundjahr      | Aufbewahrungsort                                                                                  | Kurzbeschreibung |
| ----------------------------------- | ----------------------------------------------------- | ----------------------------------------------- | ------------------------------------------------------------------------------------ | ------------- | ------------------------------------------------------------------------------------------------- | --- |
| Auchnacree Hort                     |                                                       | 23. bis 21. Jahrhundert v. Chr.                 | Auchnacree Angus (Schottland) 56° 45′ 0″ N, 2° 52′ 48″ W                             | 1921          | Museum of Scotland, Edinburgh                                                                     | 2 Bronzemesser 3 Beilköpfe aus Bronze 1 Bronzearmreif |
| Boughton Malherbe Hoard             |                                                       | 9. Jahrhundert v. Chr.                          | Boughton Malherbe Kent 51° 12′ 36″ N, 0° 41′ 24″ O                                   | 2011          | Maidstone Museum & Art Gallery                                                                    | 352 Bronzeobjekte, die auch typisch für Nordfrankreich sind, beinhalten Fragmente von 75 Bronzewaffen, 136 Bronzewerkzeuge und Werkzeugfragmente, 42 Bronzeschmuckstücke und etwa 71 Bronzebarren, Formen und sonstige Objekte. |
| Burnham-on-Crouch Hoard             | Selection of bronze axes from the Burnham Hoard       | Bronzezeit                                      | Burnham-on-Crouch Essex 51° 37′ 40,8″ N, 0° 48′ 54″ O                                | 2010          | Colchester and Ipswich Museums                                                                    | Keramikgefäß gefüllt mit Bronzeäxten und anderen Metallteilen |
| Burton Hoard                        | The Burton Hoard                                      | 13. bis mittleres 12. Jahrhundert v. Chr.       | Burton (Rossett), Wrexham Clwyd 53° 6′ 18″ N, 2° 57′ 54″ W                           | 2004          | National Museum Cardiff                                                                           | 2 Bronzeabsatzbeile 1 Bronzemeißel 1 Torques aus Gold 1 Armband aus verdrilltem Golddraht 1 Halskettenanhänger aus Gold 4 Goldperlen 3 Goldringe 1 Keramikgefäß |
| Collette Hoard                      |                                                       | 10. bis 9. Jahrhundert v. Chr.                  | Berwick upon Tweed Northumberland 55° 46′ 15,6″ N, 2° 0′ 25,2″ W                     | 2005          | Great North Museum, Newcastle upon Tyne                                                           | 6 Tüllenbeile, 6 goldene Verschlussringe und verschiedene Armbänder, Ringe und Stifte |
| Corbridge Hoard (1835)              |                                                       | Mittlere Bronzezeit                             | Corbridge Northumberland 54° 57′ 43,2″ N, 1° 59′ 45,6″ W                             | 1835          | Blackgate Museum Bailiffgate Museum                                                               | Fragmente zweier Speerspitzen Fragmente von Dolchklingen Ein Randleistenbeil |
| Crundale Hoard                      |                                                       | 8. bis 9. Jahrhundert v. Chr.                   | Crundale Kent 51° 12′ 7,2″ N, 0° 58′ 26,4″ O                                         | 2003          | Museum of Canterbury                                                                              | 188 Fragmente von folgenden Dingen: Axt, Gefäß, Absatzbeil, Hammer, Beitel, Messer, Sichel, Schwert, Armband, Ring und Barren |
| Duddingston Loch Hoard              |                                                       | 950 – 750 v. Chr.                               | Duddingston Loch Edinburgh 55° 56′ 24″ N, 3° 9′ 0″ W                                 | 1778          | Museum of Scotland, Edinburgh                                                                     | 44 Bronzegegenstände: Ring eines großen Kessels und Fragmente von Speerspitzen, Schwerter und Dolchklingen; Spitze einer Speerspitze; verbogenes Bronzeschwert in zwei Teilen mit drei Nietlöchern und einem Schlitz in der Griffplatte; verbogene Bronzeschwertspitze; zerbrochene Klinge eines Bronzeschwerts, das an der Spitze zurückgebogen ist. |
| Heights of Brae Hoard               |                                                       | 8. bis 7. Jahrhundert v. Chr.                   | Heights of Brae Dingwall, Highlands 57° 36′ 57,6″ N, 4° 28′ 33,6″ W                  | 1967 und 1979 | Museum of Scotland, Edinburgh                                                                     | 3 Goldschmuckstücke mit becherförmigen Enden, 5 Goldarmringe und 1 gewelltes Goldband (ein Schmuckstück mit becherförmigen Enden, ein Armring und zwei zusätzliche Stücke wurden 1967 bei Feldarbeiten gefunden und sind nicht mehr vorhanden; die restlichen sieben Stücke wurde 1979 bei archäologischen Untersuchungen gefunden).                  |
| Hollingbourne Hoard                 | Bronze axes from the Hollingbourne Hoard              | 10. bis 9. Jahrhundert v. Chr.                  | Hollingbourne Kent 51° 16′ 1,2″ N, 0° 38′ 27,6″ O                                    | 2003          | Maidstone Museum & Art Gallery                                                                    | 12 Äxte und Axtfragmente aus Bronze 2 Schwertgrifffragmente aus Bronze 6 Schwertklingenfragmente aus Bronze 2 Speerspitzenfragmente aus Bronze 14 Barren aus Bronze |
| Husband’s Bosworth Hoard            |                                                       | Späte Bronzezeit                                | Husbands Bosworth Leicestershire 52° 27′ 10,8″ N, 1° 3′ 21,6″ W                      | 1801          | unbekannt                                                                                         | 4 geschliffene Querbeiltüllen 2 Querbeiltüllen 3 Beiteltüllen 2 Speerspitzen 1 flacher Lanzenschuh |
| Isleham Hoard                       |                                                       | 8. Jahrhundert v. Chr.                          | Isleham Cambridgeshire 52° 20′ 34,8″ N, 0° 26′ 27,6″ O                               | 1959          | West Stow (Angelsächsisches Dorf) Museum of Archaeology and Anthropology, University of Cambridge | 6500 Stücke aus bearbeiteter und unbearbeiteter Bronze |
| Lambourn Hoard                      | The Lambourn Hoard                                    | 14. to 12. Jahrhundert v. Chr.                  | Lambourn Berkshire 51° 30′ 32,4″ N, 1° 31′ 51,6″ W                                   | 2004          | West Berkshire Museum                                                                             | 2 Goldarmbänder 3 Goldarmringe |
| Langdon Bay Hoard                   |                                                       | 13. Jahrhundert v. Chr.                         | Im Ärmelkanal bei Langdon Bay Kent 51° 7′ 48″ N, 1° 21′ 3,6″ O                       | 1974          | British Museum, London                                                                            | 360 Metallteile, beinhalteten Bronzeäxte nach französischem Typus |
| Langton Matravers Hoard             |                                                       | 7. Jahrhundert v. Chr.                          | Langton Matravers, nahe Swanage Dorset 50° 36′ 32,4″ N, 2° 0′ 21,6″ W                | 2008          | Dorset County Museum, Dorchester                                                                  | 276 ganze Bronzeaxttüllen, 107 halbe Bronzeaxttüllen and 117 Fragmente von Bronzeaxttüllen in drei benachbarten Gruben und einer Grube, die etwas weiter entfernt war |
| Lockington Hoard                    |                                                       | 21. bis 20. Jahrhundert v. Chr.                 | Lockington Leicestershire 52° 50′ 52,8″ N, 1° 18′ 28,8″ W                            | 1994          | British Museum, London                                                                            | Fragmente zweier Töpfe (Glockenbecherstil) 1 Dolch aus Kupferlegierung 2 getriebene Goldarmbänder |
| Manorbier Hoard                     |                                                       | 10. bis 9. Jahrhundert v. Chr.                  | Manorbier Dyfed 51° 39′ 0″ N, 4° 48′ 0″ W                                            | 2010          |                                                                                                   | 19 Artefakte aus Bronze und Kupfer, beinhalteten Axttüllen, ein Beitel, ein Stück einer Schwertklinge, Barren und Beiprodukte der Bronzeherstellung |
| Mickleham Hoard                     |                                                       | 10. bis 11. Jahrhundert v. Chr.                 | Mickleham Surrey 51° 16′ 4,8″ N, 0° 19′ 15,6″ W                                      | 2003          |                                                                                                   | 2 Axttüllen 1 Gürtelschnalle |
| Migdale Hoard                       |                                                       | 23. bis 20. Jahrhundert v. Chr.                 | Bonar Bridge Sutherland 57° 54′ 14,4″ N, 4° 19′ 37,2″ W                              | 1990          | Museum of Scotland, Edinburgh                                                                     | 1 Bronzeaxtkopf Sätze von Armringen und Fußbänder Kohlestücke Haarschmuck aus Bronze Fragmente eines Kopfschmucks aus Bronze |
| Milton Keynes Hoard                 | Gold torcs and bracelets from the Milton Keynes Hoard | Mittleres 12. bis spätes 9. Jahrhundert v. Chr. | Monkston, Milton Keynes Buckinghamshire 52° 2′ 9,6″ N, 0° 42′ 0″ W                   | 2000          | British Museum, London                                                                            | 2 Goldtorques 3 Armreifen 1 Bronzefragment 1 Tongefäß |
| Moor Sand Hoard                     |                                                       | 13. Jahrhundert v. Chr.                         | Off Prawle Point, nahe Salcombe Devon 50° 12′ 0″ N, 3° 43′ 30″ W                     | 1977          | British Museum, London                                                                            | 6 Bronzeschwerter, Schwertfragmente sowie 2 Bronzeabsatzbeile |
| New Bradwell (oder Wolverton) Hoard |                                                       | Mittleres 12. bis spätes 9. Jahrhundert v. Chr. | New Bradwell, Milton Keynes Buckinghamshire 52° 3′ 54″ N, 0° 47′ 52,8″ W             | 1879          | Buckinghamshire County Museum                                                                     | 9 Axttüllen 3 zerbrochene Äxte 1 Absatzbeil 2 Speerspitzen 1 Schwert in Blattform (zerbrochen in 4 Teile) |
| Near Lewes Hoard                    |                                                       | 16. bis 12. Jahrhundert v. Chr.                 | nahe Lewes East Sussex 51° 3′ 36″ N, 2° 4′ 48″ W                                     | 2011          |                                                                                                   | 79 Objekte in einem Tongefäß, beinhalten 3 Bronzeabsatzbeile, 5 Bronzearmreife, 8 Bronzefingerringe, 4 Tutuli aus Bronze, 4 Goldscheiben, 1 Bronzenagel, 19 Bernsteinperlen und 4 Bronzetorques |
| Parc-y-Meirch Hoard                 |                                                       | 9. Jahrhundert v. Chr.                          | Dinorben hillfort, nahe Abergele Conwy County Borough 53° 16′ 4,8″ N, 3° 32′ 56,4″ W | vor 1868      | National Museum Cardiff                                                                           | Über 100 Teile von Pferdegeschirren aus Bronze |
| Rossett Hoard                       | The Rossett Hoard                                     | 10. bis 9. Jahrhundert v. Chr.                  | Rossett Wrexham 53° 6′ 32,4″ N, 2° 56′ 42″ W                                         | 2002          | National Museum Wales                                                                             | 1 Facettenaxt 1 Messer 4 Teile eines Goldarmbandes innerhalb der Axt gelagert |
| St Erth hoards                      | Bronze axe head from St Erth hoard                    | 8. bis 9. Jahrhundert v. Chr.                   | St Erth Cornwall 50° 9′ 57,6″ N, 5° 26′ 13,2″ W                                      | 2002–2003     | Royal Cornwall Museum                                                                             | 2 Goldschmuckfragmente Bronze/Kupfer Depotfund 1: 5 Schwertteile, 3 Axttüllenteile, 1 Teil einer Beiteltülle, 1 Messerfragment, 1 tellerartiges Fragment, 16 Barrenfragmente oder amorphe Gussreste Bronze/Kupfer Depotfund 2: 1 Lappenbeil, 1 tellerartiger Fleck, 15 Barrenfragmente                                                                |
| St Mellons Hoard                    |                                                       | Späte Bronzezeit                                | St Mellons, Cardiff Glamorgan 51° 31′ 8,4″ N, 3° 6′ 50,4″ W                          | 1983          | National Museum Cardiff                                                                           | 25 Bronzetüllenäxte und ein Eingussrest |
| Stogursey Hoard (1870)              |                                                       | 8. Jahrhundert v. Chr.                          | Wick Farm, Stogursey Somerset 51° 11′ 20,4″ N, 3° 6′ 39,6″ W                         | 1870          | Museum of Somerset                                                                                | 20 Schwertfragmente 29 Axttüllen 37 Axttüllenfragmente 2 Absatzbeile 2 Beitel 2 Messer oder Dolche 1 Ortband 20 Speerspitzen 34 andere Bronzefragmente |
| Tisbury Hoard                       | Bronze axe heads from the Tisbury hoard               | 9. bis 8. Jahrhundert v. Chr.                   | Tisbury Wiltshire 51° 3′ 36″ N, 2° 5′ 24″ W                                          | 2011          |                                                                                                   | 114 Bronzeobjekte, beinhalten Waffen und Werkzeuge (Schwertgriffe, Schwertklingen, Speerspitzen, Axtköpfe, Beitel, Meißel, Sicheln und Messer), Schmuckstücke, Rasierer und andere Objekte |
| Towednack Hoard                     |                                                       | 10. Jahrhundert v. Chr.                         | Towednack Cornwall 50° 11′ 27,6″ N, 5° 31′ 12″ W                                     | 1931          | British Museum, London                                                                            | 2 Goldtorques 4 Goldarmbänder 3 Goldstangen |